# Aeroportul Municipal Florence
Aeroportul Municipal Florence (IATA: FMU, FAA LID: 6S2) este un aeroport din Oregon, Statele Unite ale Americii.
Situat la o altitudine de 16 m, aeroportul dispune de 1 pistă. Este operat de Florence⁠(d).

## Infrastructură

### Piste
Aeroportul dispune de o singură pistă. Pista 15/33 are suprafața de asfalt și dimensiunile 3.000 picioare × 60 picioare. 